# Okolka (usedlost v Dejvicích)
Okolka (Koberka, Odkolka) je bývalá viniční usedlost v Praze 6-Dejvicích, která stojí v Šáreckém údolí východně od usedlosti Purkrábka. Kolem roku 2007 byla přestavěna.

## Historie
Původní vinici obehnal malostranský měšťan Kryštof Kober z Koberšperku zdí a v jižním cípu zbudoval lis a obytné stavení. Kobera pro účast na stavovském povstání popravili a statky mu zkonfiskovali. Usedlost s vinicí byla vysoko oceněna a vdova za ni musela zaplatit.
Roku 1652 ji vlastnil Adam Jaroslav rytíř Loubský z Lub, který vinici rozdělil na dva díly. Větší díl o velikosti přes 7 strychů koupil i se stavením rada a soudce komorní a dvorský Vilém Jindřich rytíř Odkolek z Újezdce. Usedlost upravil na letní sídlo a užíval ji do roku 1665, kdy ji daroval vnučce Františce Salomeně. Její otec nechtěl pozemky a stavby udržovat a vše prodal Kryštofu Karlu hraběti Přehořovskému. Majitelé se poté střídali a byli mezi nimi i opati Emauzského kláštera.
Kocem 18. století patřily k Okolce pole, vinice a zahrada, k roku 1840 měly pozemky rozlohu 3 jitra a 790 sáhů.
Obytnou budovu zvýšil v polovině 19. století její vlastník o patro, po roce 1930 k ní byla směrem do svahu zahrady vystavěna přístavba a kolem roku 2007 byla usedlost zcela přestavěna.